# Bosc-Roger-sur-Buchy

Bosc-Roger-sur-Buchy este o comună în departamentul Seine-Maritime, Franța. În 1 ianuarie 2018 avea o populație de 755 de locuitori.